# Manuel Alonso
Manuel Alonso de Areizaga, španski tenisač, * 12. november 1895, San Sebastián, Španija, † 11. oktober 1984, Madrid, Španija.
Manuel Alonso se je na turnirjih za Grand Slam v posamični konkurenci najdlje uvrstil v polfinale turnirja za Prvenstvo Anglije leta 1921 ter četrtfinale turnirja za Nacionalno prvenstvo ZDA v letih 1922, 1923, 1925 in 1927. Leta 1922 se je s špansko reprezentanco uvrstil v finale turnirja International Lawn Tennis Challenge. V letih 1920 in 1924 je nastopil na poletnih olimpijskih igrah, leta 1920 se je uvrstil v polfinale v posamični konkurenci, leta 1924 pa v četrtfinale v konkurenci moških dvojic z bratom Joséjem Marío. Leta 1977 je bil sprejet v Mednarodni teniški hram slavnih.